# تونی اولمن
آنتون «تونی» اولمِن (آلمانی: Anton "Toni" Ulmen؛ زادهٔ ۲۵ ژانویهٔ ۱۹۰۶ در دوسلدورف، درگذشتهٔ ۴ نوامبر ۱۹۷۶ در دوسلدورف) رانندهٔ مسابقات اتومبیل‌رانی اهل آلمان بود که در فصل ۱۹۵۲ در مجموع در دو گراند پری از مسابقات جهانی فرمول یک شرکت کرد، اما موفق به کسب هیچ امتیازی نشد.
اولمن در ۴ نوامبر ۱۹۷۶ در دوسلدورف درگذشت.